# Madarász Viktória
Madarász Viktória (Budapest, 1985. május 12. –) Európa-bajnoki bronzérmes magyar gyalogló.
1997-ben kezdett sportolni. 2006-ban a felnőtt ob-n 20 kilométeren lett 4., csapatban első. A junioroknál 10 km-en negyedik, az utánpótlás korúaknál 20 km-en harmadik helyezett volt. A La Coruña-i gyalogló világkupán 20 kilométeren 70., csapatban 12. lett. A következő évben fedett pályán szerzett harmadik helyezést az ob-n. A gyaloglóbajnokságon 20 km-en negyedik volt. A debreceni U23-as Európa-bajnokságon 19. volt 20 km-en.
2008-ban 20 km-en második helyezett volt a magyar bajnokságon. 2009 és 2011 között ezen a távon bajnok lett.
2011 márciusában, Luganóban 20 kilométeren teljesítette az olimpiai kiküldetési B-szintet. A 2011-es atlétikai világbajnokságon kizárták a 20 km-es versenyben. 2012 júniusában a Magyar Atlétikai Szövetség az előre lefektetett válogatási elvek alapján Madarász olimpiai indulása mellett döntött a másik B szintes versenyzővel, Füsti Edinával szemben. Az olimpián 41. helyezést ért el 20 km-en.
2013 márciusában, ismét Luganóban teljesítette ezúttal a világbajnoki kiküldetési szintet. A világbajnokságon szezonbeli legjobb idejével 37. lett. A 2014-es atlétikai Európa-bajnokságon egyéni csúccsal (1:30:57) 12. lett 20 km-en. 2015 márciusában teljesítette az olimpiai kiküldetési szintet. A 2015-ös atlétikai világbajnokságon 20 km-en 15. helyen végzett. Szeptemberben 10 000 méteren magyar rekordot teljesített.
A 2016-os olimpián 20 km-en a 25. helyen végzett. A 2017-es atlétikai világbajnokságon 20 km-en országos csúccsal 12. lett. A 2019-es atlétikai világbajnokságon 20 kilométeres gyaloglásban 39. lett. 2020 szeptemberében országos csúcsot ért el 5000 méteren. A tokiói olimpián 20 kilométeres gyaloglásban indult, de nem sokkal a cél előtt feladta a versenyt.
2021 októberében a szlovák bajnokságon 35 km-en országos csúcsot ért el 35 km-en. Eredményével kvalifikálta magát a 2022-es világbajnokságra és az Európa-bajnokságra is. 2022-ben országos csúccsal magyar bajnok lett 35 km-en. Európa-bajnokságon a dobogó harmadik fokára állhatott.
A 2024-es párizsi olimpián 20 km-es gyaloglásban a 42. helyen végzett.

## Rekordjai
5000 m
- 21:02,72 (2017. június 30., Budapest) országos csúcs
- 21:01,41 (2020. szeptember 5., Budapest) országos csúcs

10 000 m
- 43:11,89 (2015. szeptember 6., Debrecen) országos csúcs
- 42:56,74 (2017. szeptember 3., Budapest) országos csúcs

20 km
- 1:30:05 (2017. augusztus 13., London) országos csúcs

35 km
- 2:52:21 (2021. október 17., Besztercebánya) országos csúcs[17]
- 2:50:29 (2022. április 23., Gyűgy) országos csúcs[18]
- 2:49,58 (2022. augusztus 16., München) országos csúcs